# ウィング号 (京急)
ウィング号（ウィングごう、Wing）は、京浜急行電鉄が運転している有料座席指定列車の総称である。
列車種別はいずれも快特である。2024年現在は朝に上り「モーニング・ウィング号」、夜に下り「イブニング・ウィング号」の2列車が設定されているほか、上記以外の快特の一部列車では有料座席指定サービス「ウィング・シート」を導入している。
本項では京浜急行電鉄における着席通勤サービスの沿革についても記述する。

## 運行概要

### 運行中の列車
有料座席指定列車「モーニング・ウィング号」「イブニング・ウィング号」と、快特の一部列車に設定される「ウィング・シート」の計3種類の座席指定「ウィング」サービスが設定されており、列車によって運転曜日・方向、停車駅、座席指定制となる車両および区間が異なる。
「モーニング・ウィング号」「イブニング・ウィング号」は、かつては時刻表の種別欄には「快特」（京急ウィング○号）と表記されていたが、現在では種別欄に「ウィング」（モーニング・ウィング○号）（イブニング・ウィング○号）と表記されるようになった。

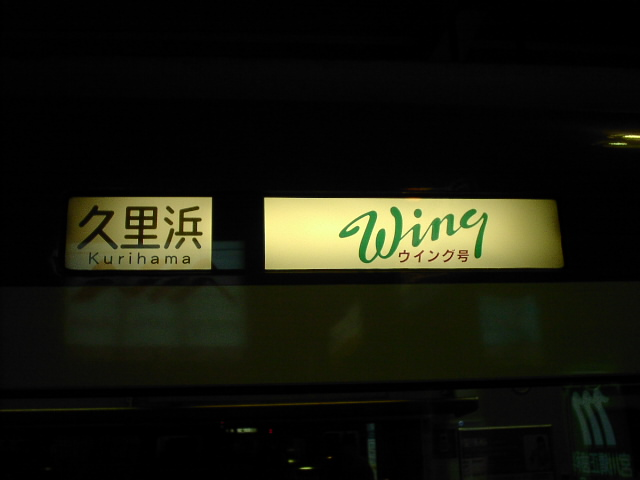
側面種別・行先表示器

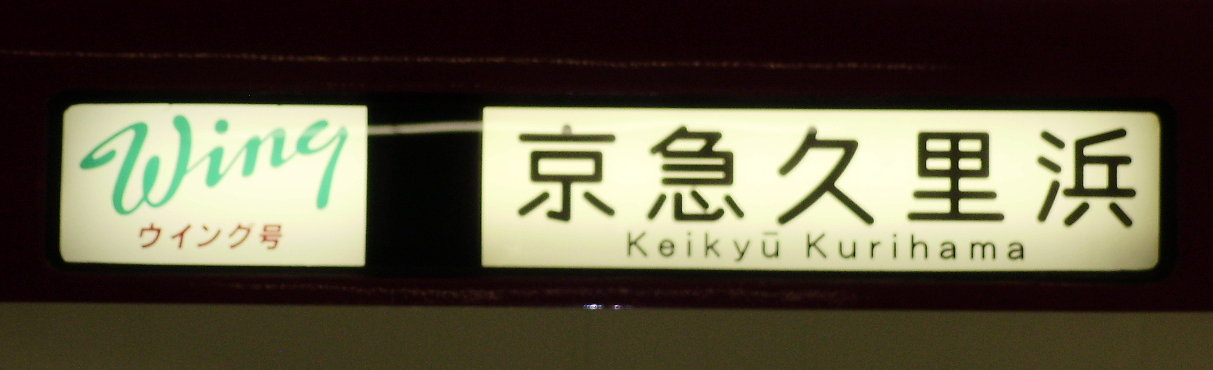
側面種別・行先表示器2149編成（2010年5月28日）

なお、かつて「京急ウィング号」の運行のみであった頃の種別・行先表示器は、種別表示器に行先を表示し、行先表示器に青緑字で「Wing」（その下に赤字で「ウィング号」）と表示していた。これは2000形時代からのものであったが、後に種別表示器に「Wing」（その下に「ウィング号」）と表示し、行先表示器に行先を表示する方法に改められ、「モーニング・ウィング号」「イブニング・ウィング号」もこちらの方法となっている。なお、「Wing」のロゴは京急ショッピングセンターと同じものを用いている。

#### モーニング・ウィング号（Morning Wing）
2015年（平成27年）12月7日に運行を開始した。平日朝ラッシュ時に運行される上り列車で、三浦海岸駅・横須賀中央駅 - 品川駅・泉岳寺駅間を京急久里浜線・本線経由で運転される。2024年11月23日ダイヤ改正時点で3本が運転されており、1号は横須賀中央発品川行き、3号は三浦海岸発品川行き、5号は三浦海岸発泉岳寺行きである。いずれも品川駅までが座席指定制となっている。品川駅までの途中停車駅は乗車扱いのみで、品川駅に到着するまで降車できない。号数はかつては発車順に1から順番に付与していたが、2019年10月26日ダイヤ改正からは1・3・5…と奇数を付与している。
泉岳寺行きは終点で京成高砂行きに接続する。
現行ダイヤでは後述の「イブニング・ウィング号」より停車駅が少なく、久里浜線内に通過駅が設定されている唯一の列車である。

#### イブニング・ウィング号（Evening Wing）
1992年（平成4年）4月16日に「京急ウィング号（Keikyu Wing）」として運行を開始した。平日夕ラッシュ時に最も利用の多い時間帯を過ぎた後に運行される下り列車で、品川駅 - 京急久里浜駅・三崎口駅間を京急本線・久里浜線経由で運転される。2024年11月23日ダイヤ改正時点で8本が運転されており、2・4・6号は品川発京急久里浜行き、8・10・12・14・16号は品川発三崎口行きである。上大岡駅までが座席指定制となっている。上大岡駅までの途中停車駅は乗車扱いのみで、上大岡駅に到着するまで降車できない。号数はかつては発車順に1から順番に付与していたが、2019年10月26日ダイヤ改正からは「イブニング・ウィング号」に改称した上で2・4・6…と偶数を付与している。
過密ダイヤにより所要時間は同一時間帯の快特とほぼ同等で、先行列車に接近して運転する時間が長い。最高速度は横浜以北でも110 km/hに抑えられており、遅延回復時以外120 km/h運転は行わない。なお前述したように、京急線で運行される一般の快特とは停車駅が異なるが、正式な列車種別としては、同様に「快特」となっている。そのため公式ホームページの時刻表においては、座席指定券が必要な品川・京急蒲田・京急川崎・横浜の各駅では「イブニング・ウィング」となっているが、それ以外の座席指定券が不要な駅では「快特イブニング・ウィング」となっている。
2 - 16号の全てが8両編成で、品川駅では行き止まり式の3番線から発車する。京急久里浜行きは終点で先発する三崎口行きに接続する。三崎口行きは京急久里浜駅で後発の京急久里浜終着列車の接続を受けてから発車する。
2023年11月25日から2024年11月22日までの間は、当時の14・16号は品川1番線から発車する快特8両の後部に、座席指定車両4両（1890番台/金沢文庫行き）を連結する形態で運行されており（多層建て列車に近く、前8両の快特に固有の列車名は設定されない）、快特停車駅である京急蒲田・京急川崎・横浜にも停車していたものの、座席指定車両のドアは開かず乗降することができなかった。終着の金沢文庫駅で座席指定車両の切り離しを行い、前8両の快特は横須賀中央方面へ引き続き運行されていた。
事故や災害などで大幅な遅延が発生している場合、また並行するJR東海道線系統の運転見合わせ、ダイヤ乱れ発生による振替輸送の依頼を受諾した場合は、運転を取りやめ、「イブニング・ウィング号」用の車両を青物横丁駅および平和島駅に臨時停車する快特列車として運転することがある。
もともとは京急蒲田駅・京急川崎駅・横浜駅を通過していたが、2024年11月25日のダイヤ改正より、新たにこれらの駅を乗車専用駅として停車駅に追加し、新たに追加された各駅からの座席指定券はKQuick限定で発売している。

#### ウィング・シート（Wing Seat）
2019年（令和元年）10月26日に設定を開始した有料座席指定サービス。2024年11月23日ダイヤ改正時点で土休日の日中に泉岳寺駅 - 三崎口駅間で運行される快特のうち、上り7本、下り8本に設定されている。快特列車の2号車を座席指定制とするもので、上り列車では三崎口駅 - 上大岡駅間、下り列車では泉岳寺駅 - 上大岡駅間の快特停車駅で乗車可能。一方で降車はすべての快特停車駅で可能。2号車にはウィング・アテンダントが添乗し、乗車駅で座席指定券の検札を行う。号数は上りが51・53・55…と奇数を付与し、下りが52・54・56…と偶数を付与している。
もともとは後述の「ホリデー・ウィング号」とともに、2018年9月22 - 24日、10月6 - 8日、2019年4月28・29日、5月4・5日、9月14・15日、10月12・13日の期間限定で、品川駅 - 三崎口駅間で運行される快特のうち、下り2本に設定されていた。上大岡駅まで2号車が指定席となり、指定席には京急川崎駅または横浜駅から乗車できた（品川駅 - 京急川崎駅間空車扱い）。また金沢文庫駅までは品川駅寄りに付属編成4両（3ドア車）を増結し12両編成で運転された。なお号数の設定はなかった。

#### 停車駅
運行中の列車のみ記載。
| 列車名/駅名          | 指定席                | 運転曜日・方向 | 泉岳寺駅 | 品川駅 | 京急蒲田駅 | 京急川崎駅 | 横浜駅 | 上大岡駅 | 金沢文庫駅 | 金沢八景駅 | 横須賀中央駅 | 堀ノ内駅 | 新大津駅 | 北久里浜駅 | 京急久里浜駅 | ＹＲＰ野比駅 | 京急長沢駅 | 津久井浜駅 | 三浦海岸駅 | 三崎口駅 | 備考                                                 |
| -------------------- | --------------------- | -------------- | -------- | ------ | ---------- | ---------- | ------ | -------- | ---------- | ---------- | ------------ | -------- | -------- | ---------- | ------------ | ------------ | ---------- | ---------- | ---------- | -------- | ---------------------------------------------------- |
| モーニング・ウィング | 全車 （品川駅まで）   | 平日上り       | ○        | ●      | ←          | ←          | ←      | ◎        | ◎          | ←          | ◎            | ←        | ←        | ←          | ←            | ←            | ←          | ←          | ◎          |          | 1号は横須賀中央発品川行 3号は品川行                  |
| イブニング・ウィング | 全車 （上大岡駅まで） | 平日下り       |          | ◎      | ◎          | ◎          | ◎      | ●        | ●          | ●          | ●            | ●        | ●        | ●          | ●            | ●            | ●          | ●          | ●          | ○        | 2・4・6号は京急久里浜行                              |
| ウィング・シート     | 2号車 （全区間）      | 土休日上り     | ○        | ○      | ○          | ○          | ○      | ●        | ●          | ●          | ●            | ●        | ●        | ●          | ●            | ●            | ●          | ●          | ●          | ◎        | 「快特」として運行 2号車以外は全ての停車駅で乗降可能 |
| ウィング・シート     | 2号車 （全区間）      | 土休日下り     | ◎        | ●      | ●          | ●          | ●      | ●        | ○          | ○          | ○            | ○        | ○        | ○          | ○            | ○            | ○          | ○          | ○          | ○        | 「快特」として運行 2号車以外は全ての停車駅で乗降可能 |

記号凡例
●：停車（乗降可能）
◎：停車（乗車専用）
○：停車（降車専用）
←・→：矢印の方向に通過

### 運行実績のある列車

#### ハイキング特急
1952年（昭和27年） - 1965年（昭和40年）の春と秋の行楽シーズンの間、品川駅 - 浦賀駅・逗子海岸駅（現:逗子・葉山駅の一部）・京浜久里浜駅（現:京急久里浜駅）間で運行された列車。ハイキング特急には大きく分けて、1.バスによる三浦半島への周遊を目的としたもの（同一列車名で下り終着駅と上り始発駅が異なる）、2.浦賀または久里浜で金谷航路への連絡を目的としたもの、3.原則として下りのみ営業運転するもの（上りは回送）があり、1.と2.は全車指定席、3.は全車自由席であった。
運転区間および途中停車駅は列車によって異なるが、原則として途中停車駅は京浜川崎駅（現:京急川崎駅）と横浜駅のみであった。

#### 週末特急ラ・メール号（La Mer）、パルラータ号（Parlata）
1956年（昭和31年）3月8日 - 1968年（昭和43年）6月14日の間、品川駅 - 浦賀駅・三浦海岸駅間で運行された列車。毎週土曜日に1日2往復運転され、それぞれ「ラ・メール号」（フランス語で「海」）、「パルラータ号」（イタリア語で「語らい」）と名付けられた。
途中停車駅は京浜川崎駅（現:京急川崎駅）、横浜駅、金沢文庫駅、横須賀中央駅、京浜久里浜駅（現:京急久里浜駅）、野比駅（現:YRP野比駅）、京浜長沢駅（現:京急長沢駅）、津久井浜駅であった。
当初は全車自由席であったが、1964年2月1日から一部車両が指定席となった。

#### 快速特急南房総号
1968年（昭和43年）6月15日の快速特急運転開始と同時に、一部車両が指定席となる快特が運行された。
当初は愛称が設定されていなかったが、1972年（昭和47年）9月3日に「南房総号」の愛称が設定された。同時にそれまで3往復設定されていた快特「マリンパーク号」の愛称も「城ケ島号」「南房総号」「油壺マリンパーク号」に変更されたが、こちらは全車自由席だった。そのため、一部指定席の「南房総号」と全車自由席の「南房総号」が混在していた。

#### ホリデー・ウィング号（Holiday Wing）
前述の「ウィング・シート」とともに、2018年9月22 - 24日、10月6 - 8日の期間限定で、品川駅 - 三浦海岸駅間で運行された臨時列車。下り1本が設定され、途中停車駅は横浜駅（乗車専用）のみであった。乗車には事前申込の場合は座席指定券（座席指定制）、当日発売の場合は着席整理券（座席定員制）が必要となっており、車内は1 - 3号車が品川駅からの事前申込、4・5号車が品川駅からの当日発売、6 - 8号車が横浜駅からの事前申込という座席区分になっていた。なお号数の設定はなかった。
種別・行先表示には、種別表示器は黒幕（無表示）、行先表示器に「貸切」と表示していた。また前面には「ホリデー・ウィング号」と書かれたトレイン・マークが掲示された。

## 座席指定券
「モーニング・ウィング号」「イブニング・ウィング号」「ウィング・シート」に乗車する場合は、乗車券・定期券の他に座席指定券である「Wing Ticket」（大人・小児同額の300円、「ウィング・シート」の車内購入は同500円）または「Wing Pass」（「モーニング・ウィング号」は同5500円、「イブニング・ウィング号」は同5000円、「ウィング・シート」は設定なし）が必要となる。「モーニング・ウィング号」の品川駅以北、「イブニング・ウィング号」の上大岡駅以南は座席指定券なしで乗車できるが、座席指定（着席保証）はなされない。
「Wing Ticket」は指定された列車に対し、乗車日のみ有効（JRにおけるライナー券に相当）。「Wing Pass」は「モーニング・ウィング号」では指定された列車、「イブニング・ウィング号」では全ての列車に対し、乗車月の1日から末日まで有効（JRにおけるライナーセット券に相当）。
座席指定券には号車、座席番号とQRコードが記載され、係員に提示して乗車する。「京急ウィング号」運行当初から2015年12月4日まで、着席整理券は係員により回収する方式が取られていたが、2015年12月7日からの優待制度（座席指定制への移行時に廃止）の開始により、入鋏後は手元に戻ってくるようになった。
「Wing Ticket」は、会員制購入サイト「KQuick」および、駅の自動券売機（「モーニング・ウィング号」「イブニング・ウィング号」のみ）と2号車内（「ウィング・シート」のみ）で購入できる。「KQuick」での購入時には座席の希望が可能（窓側・通路側・補助席・ボックス席・車椅子スペースから選択可能）。自動券売機は三浦海岸駅・横須賀中央駅・金沢文庫駅・上大岡駅と品川駅に設置されており、直近の列車の空席状況が表示される。「Wing Pass」は、「KQuick」と品川駅高輪口有人窓口（「イブニング・ウィング号」のみ）での購入のみとなっており、自動券売機での販売は行っていない。
所定の駅（「モーニング・ウィング号」は品川駅、「イブニング・ウィング号」は上大岡駅）到着までに座席を利用できなかった場合や混乗となった場合、あるいは到着が60分以上遅延した場合は座席指定料金を払い戻すことができる。
発売座席数は、2100形が539席、1000形1890番台が128席、「ウィング・シート」が54席となっている。

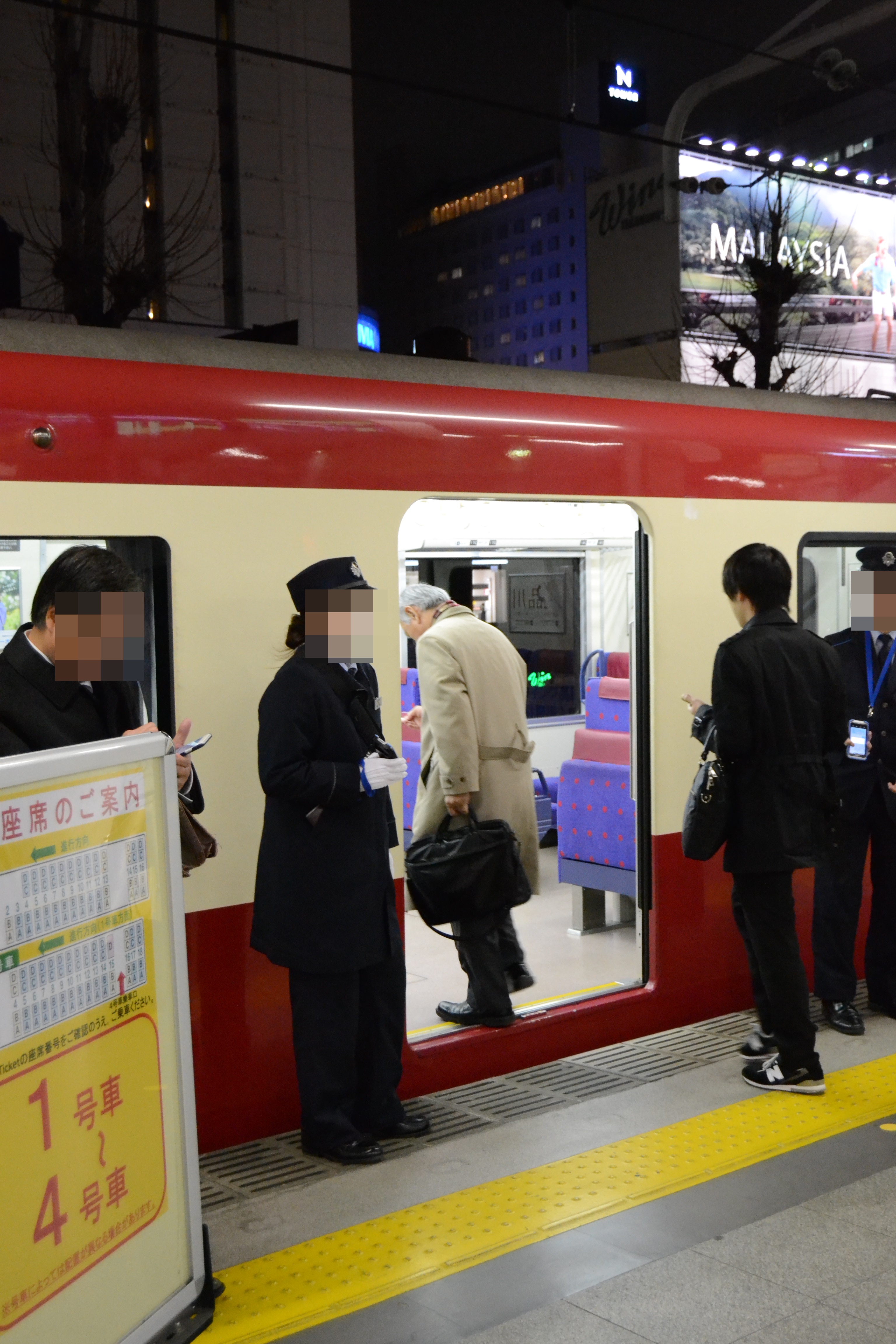
「京急ウィング号」の係員と乗り込む乗客。
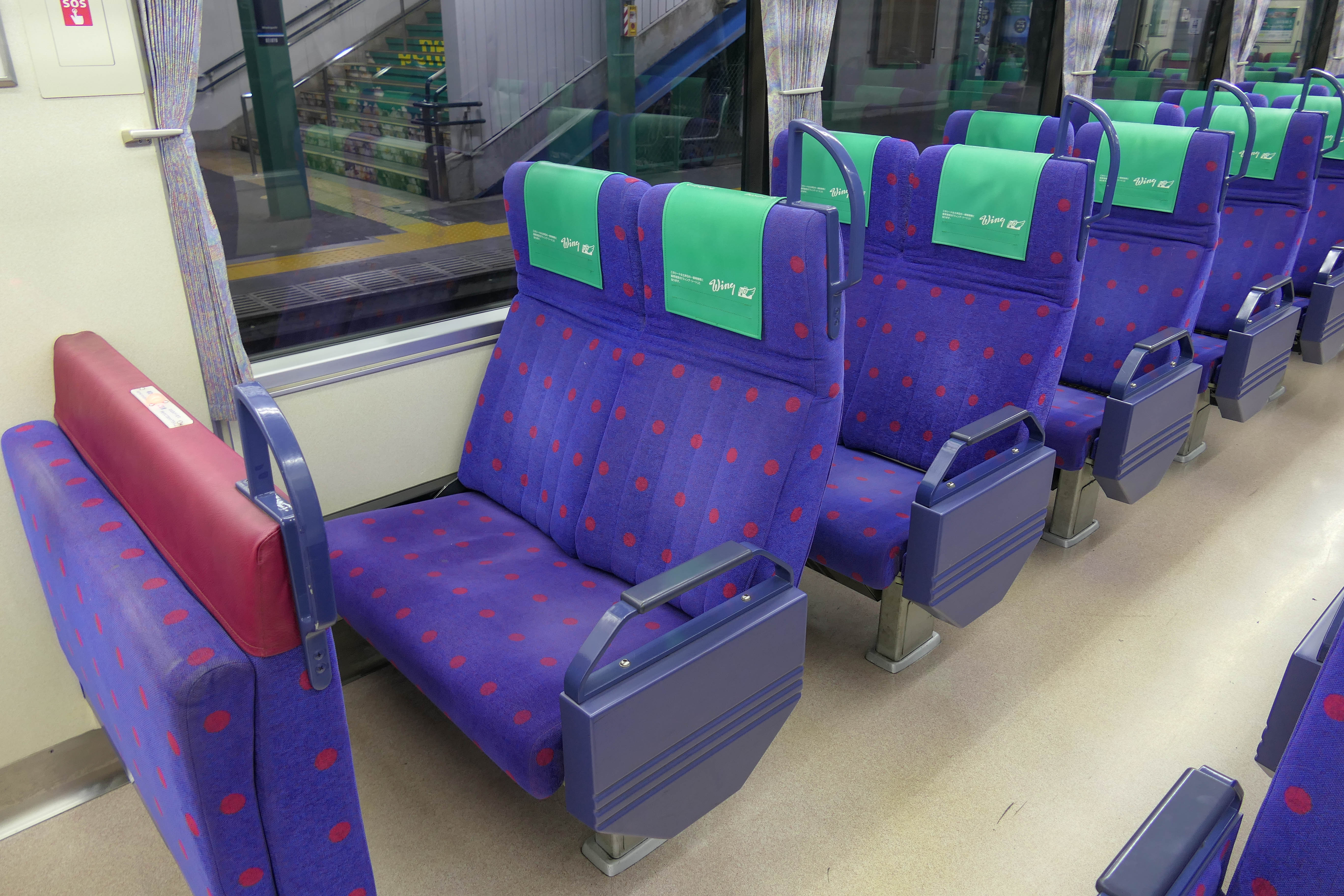
「ウィング・シート」設定時に指定席となる2100形2号車。設定時以外を含め、座席ヘッドカバーが常時緑色となっている[9]。

### 乗車口・座席
ウィング号乗車口・座席一覧（2024年11月23日現在）
| 列車名               | 号数     | （1号車）                    | （2号車）                    | （3号車）            | （4号車）                                       | 1号車 （5号車）              | 2号車 （6号車）              | 3号車 （7号車）                               | 4号車 （8号車）                                                                         | 5号車 （9号車）                       | 6号車 （10号車）                            | 7号車 （11号車）           | 8号車 （12号車）           |
| -------------------- | -------- | ---------------------------- | ---------------------------- | -------------------- | ----------------------------------------------- | ---------------------------- | ---------------------------- | --------------------------------------------- | --------------------------------------------------------------------------------------- | ------------------------------------- | ------------------------------------------- | -------------------------- | -------------------------- |
| モーニング・ウィング | 1号      |                              |                              |                      |                                                 | 横須賀中央駅（乗車口・座席） | 横須賀中央駅（乗車口・座席） | 上大岡駅（座席）                              | 上大岡駅（乗車口・座席）                                                                | 上大岡駅（乗車口・座席）              | 金沢文庫駅（座席） 上大岡駅（乗車口・座席） | 金沢文庫駅（乗車口・座席） | 金沢文庫駅（乗車口・座席） |
| モーニング・ウィング | 3号      | 横須賀中央駅（乗車口・座席） | 横須賀中央駅（乗車口・座席） | 横須賀中央駅（座席） | 三浦海岸駅（乗車口・座席） 横須賀中央駅（座席） | 上大岡駅（座席）             | 上大岡駅（乗車口・座席）     | 上大岡駅（座席）                              | 上大岡駅（乗車口・座席）                                                                | 上大岡駅（乗車口・座席）              | 金沢文庫駅（座席）                          | 金沢文庫駅（乗車口・座席） | 金沢文庫駅（乗車口・座席） |
| モーニング・ウィング | 5号      |                              |                              |                      |                                                 | 横須賀中央駅（乗車口・座席） | 横須賀中央駅（乗車口・座席） | 三浦海岸駅（乗車口・座席） 上大岡駅（乗車口） | 上大岡駅（乗車口・座席）                                                                | 上大岡駅（乗車口・座席）              | 上大岡駅（乗車口・座席）                    | 金沢文庫駅（乗車口・座席） | 金沢文庫駅（乗車口・座席） |
| イブニング・ウィング | 2 - 16号 |                              |                              |                      |                                                 | 品川駅（座席）               | 品川駅（座席）               | 品川駅（座席）                                | 品川駅（乗車口） 京急蒲田駅（乗車口） 京急川崎駅（乗車口・座席） 横浜駅（乗車口・座席） | 京急蒲田駅（座席） 京急川崎駅（座席） | 品川駅（座席）                              | 品川駅（座席）             | 品川駅（乗車口・座席）     |

- 括弧付き号車番号は、「モーニング・ウィング3号」のもの。
- 全ての乗車駅において、進行方向後寄りの乗車口から乗車する。

## 使用車両

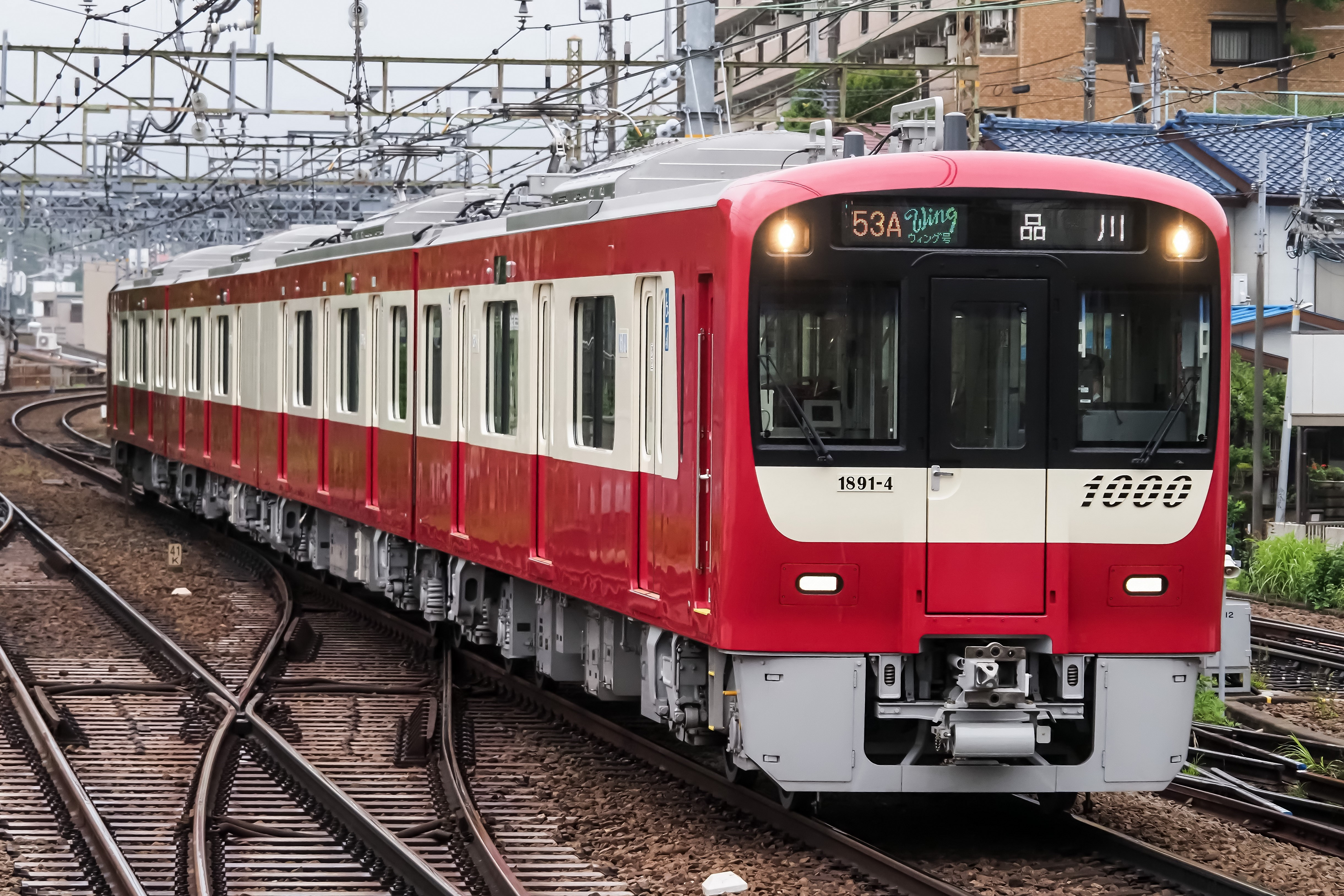
モーニング・ウィング3号に充当される1000形1891編成

「京急ウィング号」の運行開始当初は2000形が使われていたが、1998年3月28日より転換クロスシートの2100形車両の使用が始まり、翌1999年より全列車が2100形で運行している。
2021年5月6日から、「モーニング・ウィング3号」が1000形1890番台4両に車種変更の上、金沢文庫で2100形8両を増結する方法に変更となった。また2023年11月27日から2024年11月22日の間、「イブニング・ウィング14・16号」も1000形1890番台4両に車種変更の上、金沢文庫まで8両で運転される快特の後ろ寄りに併結する方法に変更されていた。

## 歴史
- 1992年（平成4年）4月16日：品川駅 - 京急久里浜駅間にて下り「京急ウィング号」運行開始[1]。使用車両は2000形[10]。1号 - 8号までの8本が設定された[1][11]。
  - 当時の停車駅：品川駅 - 上大岡駅 - 金沢文庫駅 - 横須賀中央駅 - 京急久里浜駅[1]
- 1993年（平成5年）4月1日：4号以降が三崎口駅まで延長[11]。京急久里浜駅 - 三崎口駅間は各駅に停車。当時の快速特急は、野比（現・YRP野比）駅・京急長沢駅を通過していたため、この区間でのみ停車駅の逆転現象が起こっていた[注 1]。
- 1996年（平成8年）7月22日：2本増発（9・10号設定）する[11]。
- 1998年（平成10年）3月21日：2100形の使用を開始する。
- 1999年（平成11年）7月31日：久里浜線内各駅停車となると同時に、1本増発（11号設定）する[11]。
- 2000年（平成12年）：全列車2100形を用いた運転になる。
- 2010年（平成22年）5月16日：金沢八景駅停車となる[12]。
- 2011年（平成23年）
  - 3月22日 - 4月15日：東日本大震災に関連した東京電力管内計画停電実施による節電ダイヤ設定に伴い、全列車の運転を休止する。
  - 4月18日：混雑緩和に伴い、運転を再開する。
- 2015年 (平成27年)
  - 7月9日 - 7月15日：2141編成が人身事故に遭遇したことによる車両修理の影響で、更新工事中である2157編成、2173編成と合わせて2100形の3本が運用から離脱したため、「京急ウィング4号」は京急久里浜行に行き先を変更し、京急久里浜から先は1000形や600形がウィング4号として代走した。
  - 12月7日：三浦海岸駅 - 品川駅・泉岳寺駅間にて上り「モーニング・ウィング号」運行開始。同時に着席整理券の「Wing Ticket」をこれまでの200円から300円に値上げ[13]。1ヶ月券の「Wing Pass」を5500円で販売開始[14]。
- 2016年（平成28年）
  - 10月3日：「モーニング・ウィング号」の駅ごとの発売座席数を変更[15]する。
  - 11月19日：ダイヤ改正により下り「京急ウィング号」の運行時間帯が23時まで拡大される。本数は改正前と変わらず7号以降は約30分間隔の運転で、11号は京急久里浜行きとなる[16]。
- 2017年（平成29年）5月1日：「モーニング・ウィング号」「京急ウィング号」共に、座席定員制から座席指定制へ変更[5]。
- 2018年（平成30年）9月22日 - 9月24日、10月6日 - 10月8日：品川駅 - 三浦海岸駅間の下りで「ホリデー・ウィング号」を運行。ウィング号としては初の休日運行となった。途中停車駅は横浜駅（乗車のみ）。また同期間中、品川駅始発の朝の快特の2号車が品川駅 - 上大岡駅間で「ウィング・シート車」として運行された。こちらは京急川崎駅でも乗車可能であった[4]。
- 2019年（令和元年）10月26日：ダイヤ改正により、以下のように変更[17][18]。
  - 横須賀中央駅発の「モーニング・ウィング号」を1本増発（増発分を1号とし、従来の1・2号は3・5号に変更）。しかし、この新1号は神奈川新町駅での事故による車両不足により、12月2日から運転開始となる[19]。
  - 「京急ウィング号」を「イブニング・ウィング号」に改称。
  - 土休日に泉岳寺駅 - 三崎口駅間で日中帯に運転される快特のうち、40分毎の上り8本および下り9本の2号車に「ウィング・シート（指定席）」を新設。
  - 号数を上りは奇数、下りは偶数に統一。
- 2020年（令和2年）7月18日：「ウィング・シート」の車内で座席指定券が購入可能になる。
- 2021年（令和3年）3月27日：ダイヤ改正
  - 3月19日：「ウィング・シート」の座席指定券前売販売開始（8日前）。
  - 20・22号の臨時列車化。
  - 5月6日：3号を4両編成の1000形1890番台で運行し、金沢文庫で増結して12両編成で運転[20]。
- 2022年（令和4年）
  - 2月26日：ダイヤ改正により、以下のように変更[21]
    - 18 - 22号を削減し、16号までの20分間隔の運転となる。

  - 11月26日：ダイヤ改正により、以下のように変更[22]。
    - 5号の運転時刻を約30分繰り上げ。
    - 「ウィング・シート」の運転時刻を一部変更の上、1往復増発。
    - 泉岳寺方面行きが三崎口駅 - 上大岡駅間の快特停車駅全13駅から乗車可能となる。
- 2023年（令和5年）11月25日：ダイヤ改正により、14・16号を2100形8両編成から、8両編成の快特後部に4両編成の1000形1890番台を連結した形の金沢文庫行きに変更の上、イブニング・ウィング号が本来通過となる快特停車駅では快特列車に合わせる形で停車はするもののドア扱いを行わない運用となり、同時に品川駅1番線発となる。また、土休日ダイヤでのウィングシートの設定時間が繰上となり、上下1往復適用列車が増える[23]。
- 2024年（令和6年）11月23日：ダイヤ改正により、「イブニング・ウィング号」の停車駅に京急蒲田駅・京急川崎駅・横浜駅が追加される（いずれも乗車専用）。また14・16号が1000形1890番台4両編成の金沢文庫行きから、2100形8両編成の三崎口行きに変更される[3]。